# Мельников, Виктор Николаевич (бард)
Ви́ктор Никола́евич Ме́льников (р. 1957) — советский и российский бард, композитор, поэт, лауреат многочисленных фестивалей авторской песни. Живёт в г. Магнитогорске.

## Биография
- 1957, 17 октября — родился в г. Магнитогорске
- 4 года проучился в музыкальной школе по классу баяна
- 1971 — начал играть на гитаре
- 1979 — начал сочинять в жанре авторской песни
- в середине 1980-х годов посещал КСП при Магнитогорском Доме музыки
- 1988 — создал с Евгением Биринцевым дуэт «Кекс».
- 1991 — дуэт выступил на Грушинском фестивале и получил звание «Участник концерта на „Гитаре“».
- Работал заведующим лабораторией студии учебного телевидения при Магнитогорской государственной консерватории. Выступал на выездных концертах в школах и клубах, нередко — совместно с магнитогорскими литературами (в том числе — В. Машковцевым)
- 1996 — на день рождения получил в подарок именную гитару от магнитогорского гитарного мастера Ивана Кузнецова
- 2002 — дал в Челябинске несколько совместных концертов с Евгением Биринцевым с новой программой «Простые песни».
- 2002—2004 — жил в Челябинске
- 2003 — участвовал в фестивале авторской песни «Челябинск-Ильмень-2003», посвящённом Дню рождения Челябинска
- 2004 — являлся членом жюри магнитогорского фестиваля авторской песни в Урал-Тау «Голоса-2004»
- 2005 — на магнитогорской студии «Мегатон» выпустил песенный альбом «Имя бабочки», презентация которого в сентябре прошла на фестивале авторской песни «Арский камень».

## Музыкальная деятельность
Виктор Мельников пишет песни на тексты поэтов г. Магнитогорска (в том числе — Бориса Попова, Натальи Карпичевой), классиков русской и зарубежной поэзии, а также собственные тексты. Многократный лауреат уральских и общероссийских фестивалей авторской песни.
Долгое творческое содружество объединяет Виктора Мельникова с челябинским бардом Евгением Биринцевым, с которым они часто выступают дуэтом.

### Альбомы
1. 2005 — Имя бабочки (CD). — Магнитогорск, «Мегатон». Автор музыки и исполнитель — Виктор Мельников.
  1. Странная женщина (П. Вегин) — 3:43
  2. Бабочка в госпитальном саду (А. Тарковский) — 3:31
  3. Мельница (В. Тушнова) — 3:37
  4. Осенний роман (Саша Чёрный) — 3:34
  5. Если бы у меня была лодка (У. Д. Смит) — 3:53
  6. Чудеса (П. Вегин) — 3:30
  7. Мне снилось (В. Мельников) — 3:10
  8. Воспоминание об осени (А. Дементьев) — 2:47
  9. Домашняя педагогика (Дон-Аминадо) — 3:49
  10. Четверг (А. Денисов) — 2:56
  11. На приезд друга (Ду Фу) — 2:19
  12. Бродяга (Д. Кедрин) — 3:03
  13. Новогоднее платье (А. Вознесенский) — 3:00
  14. Дуэт для скрипки и альта (Д. Самойлов) — 2:53
  15. Человек, не любивший меня (Ю. Разумовский) — 3:18
  16. Ожидание снега (Б. Попов) — 2:33
  17. Скерцо (В. Мельников) — 3:25
  18. Песенка про лыжи (Н. Заболоцкий) — 3:13
  19. Простая песня (П. Вегин) — 4:00
  20. Белая цапля (Ли Бо) — 1:39

## Литературная деятельность
Стихи Виктора Мельникова публиковались в журнале «Берег А» (Магнитогорск).

### Циклы стихов
- Дуракавалялки

### Публикации
- Дуракавалялки. — «Берег А» (Магнитогорск), 1996, № 1, с. 98—102.
- Стихи. — «В кругу откровений» (коллективный сборник литобъединения «Магнит»). — Магнитогорск, «Алкион», 2004, книга 2, с. 103—104.

## Звания и награды
- Лауреат фестиваля авторской песни в Урал-Тау (Магнитогорск)
- Лауреат фестиваля авторской песни в Уфе
- Лауреат фестиваля авторской песни в Казани
- Участник заключительного концерта Грушинского фестиваля (1991)

## Интересные факты
- Фестиваль авторской песни, проходящий на турбазе «Арский камень» возле г. Белорецка, традиционно завершается песней Виктора Мельникова на стихи поэта Бориса Попова «Хоть бы снег скорее выпал…» в исполнении сводного хора гостей фестиваля.